# Hylemya genurfa
Hylemya genurfa är en tvåvingeart som först beskrevs av Villeneuve 1911.  Hylemya genurfa ingår i släktet Hylemya och familjen blomsterflugor.
Artens utbredningsområde är Libanon. Inga underarter finns listade i Catalogue of Life.